# 间褶鮡
间褶鮡（学名：Pseudecheneis intermedius）为鮡科褶鮡属的鱼类。在中国，分布于云南景东县把边江上游支流中等，主要栖息于急流多石处以及常聚居急滩或水坝下方。该物种的模式产地在云南景东县。